# Montmérac
Montmérac is een gemeente in het Franse departement Charente (regio Nouvelle-Aquitaine). De gemeente maakt deel uit van het Cognac. Montmérac is op 1 januari 2016 ontstaan door de fusie van de gemeenten Lamérac en Montchaude. 
1. ↑  Populations de référence 2022.